# Pronto soccorso (film)
Pronto soccorso (First Aiders) è un film del 1944 diretto da Charles A. Nichols. È un cortometraggio animato della serie Pluto, prodotto dalla Walt Disney Productions e uscito negli Stati Uniti il 22 settembre 1944, distribuito dalla RKO Radio Pictures.

## Trama
Minni sta imparando il pronto soccorso, e chiede a Pluto e Figaro di aiutarla. Pluto la aiuta e nel frattempo mette nei guai Figaro, che viene ingiustamente rimproverato da Minni. Poi Minni mette a Pluto bende e stecche e se ne va, lasciandolo bloccato. Figaro ha così la possibilità di vendicarsi, e lo disturba in vari modi. Pluto riesce però a liberarsi, e insegue Figaro per tutta la casa, finché il cane cade dalle scale. Minni, nel frattempo tornata a casa, aiuta Pluto con quanto appreso e fa riappacificare i due animali.

## Distribuzione

### Edizioni home video

#### VHS
- Serie oro - Minni (giugno 1985)[1]
- Cartoon Festival I (settembre 1982[2], riedita nel 1985 con il titolo Cartoons Disney 1)[3]
- Le nuove avventure di Pluto (settembre 1986)[4]
- Topolino & soci (settembre 1989)[5]

#### DVD
Il cortometraggio è incluso nel DVD Walt Disney Treasures: Pluto, la collezione completa - Vol. 1.